# Obertura del centre
L'obertura del centre és una obertura d'escacs que comença amb els moviments:
1.e4 e5
2.d4 exd4
La partida continua normalment amb 3.Dxd4 Cc6, amb les negres desenvolupant-se amb guany de temps a causa de l'atac a la dama blanca. (Cal notar que 3.c3 es considera una obertura separada: el gambit danès.)
|  |

L'obertura del centre és antiga. Fou majoritàriament abandonada cap al 1900 perquè no s'havia pogut demostrar que donés cap avantatge a les blanques. Jacques Mieses, Ksawery Tartakower i Rudolf Spielmann semblen ser els darrers jugadors forts que la varen adoptar. Aquesta obertura fou rarament jugada pels escaquistes de l'elit fins que Shabalov la va reviure durant els anys 1980. Posteriorment, Aleksei Xírov, Michael Adams, Judit Polgár i Aleksandr Morozévitx també van contribuir a la teoria de l'obertura del centre tot forçant la reavaluació de línies que durant molt de temps s'havien considerat favorables a les negres. En els anys més recents, el jove Ian Nepómniasxi també ha fet experiments amb l'obertura.
Les blanques aconsegueixen eliminar el peó-e de les negres, i obrir la columna-d, però al cost de moure la dama massa d'hora i de permetre que les negres es desenvolupin amb guany de temps amb 3...Cc6. A favor de les blanques, es pot indicar que després de 4.De3, la retirada més normalment jugada, la posició de la dama blanca inhibeix la possibilitat de les negres de jugar ...d5. La primera fila s'alliberarà de peces ràpidament, cosa que facilita l'enroc al flanc de dama i hauria de permetre que les blanques muntin ràpidament un atac. Des d'e3, la dama es mourà posteriorment a g3 des d'on crearà pressió contra g7.

## Variants principals després de 1.e4 e5 2.d4 exd4

### 3.Dxd4 Cc6
La gairebé universal seqüència de moviments a l'obertura del centre és 3.Dxd4 Cc6 (Codi ECO C22). Ara les blanques han de triar a quina casella enretirar la dama. Tot i que 4.Da4 correspondria a una bastant jugada variant de la defensa escandinava amb els colors canviats (1.e4 d5 2.exd5 Dxd5 3.Cc3 Da5), es juga rarament a l'obertura del centre, perquè l'experiència en torneigs ha mostrat que no és favorable a les blanques.
El millor moviment per la dama sembla 4.De3, conegut com a «atac Paulsen». Les blanques intenten enrocar al flanc de dama. Les negres normalment continuen 4...Cf6 i la línia típica segueix 5.Cc3 Ab4 6.Ad2 0-0 7.0-0-0 Te8. Les blanques poden triar de complicar el joc mitjançant el sacrifici de peó 8.Dg3!? intentant 8...Txe4 9.a3! - un moviment de Shabalov. La millor resposta per les negres sembla la tranquil·la 9...Aa5. Tot i que aquesta línia dona a les blanques certa compensació pel peó, és probablement bona per les negres.
Una opció més sòlida pel negre és la natural 5...Ae7! intentant d7-d5 (de vegades fins i tot després que les blanques juguin 6.Ac4), obrint línies tan aviat com sigui possible. Les negres també semblen tenir bona partida amb 4...g6, i 4...Ab4+ ha estat també jugada reeixidament.

### 3.Cf3 o 3.Ac4
Posposar la recaptura del peó de dama és una idea estàndard en la defensa escandinava (1.e4 e5 2.Cf3 d5 3.exd5 Cf6), però 3.Cf3 es juga molt rarament en l'obertura del centre. Les negres poden transposar amb seguretat a l'obertura escocesa, la defensa Petrov, o la defensa Philidor, o bé jugar una línia recomanada per Alekhin, 3...Ac5 4.Cxd4 Cf6 i ara 5.e5 es trobaria amb 5...De7. Idees similars són possibles després de 3.Ac4, la qual tampoc no és comuna.

### 3.f4?! (gambit Halasz)
El gambit Halasz (3.f4?!) és una altra tria poc usual. Tot i que el moviment data de com a mínim 1840, ha estat promocionat més recentment per un jugador hongarès d'escacs per correspondència, el Dr. György Halasz. El gambit sembla dubtós, però no ha estat refutat definitivament.